# Vanadium(V)-oxidtrichlorid
Vanadium(V)-oxidtrichlorid ist eine chemische Verbindung, die in Form einer gelben hygroskopischen Flüssigkeit vorliegt, welche schnell hydrolysiert.

## Gewinnung und Darstellung
Vanadium(V)-oxidtrichlorid wird durch die Chlorierung von Vanadium(V)-oxid oder Vanadium(III)-oxid synthetisiert.
{\displaystyle \mathrm {6\ Cl_{2}+2\ V_{2}O_{5}\longrightarrow 4\ VOCl_{3}+3\ O_{2}} }
{\displaystyle \mathrm {3\ SOCl_{2}+V_{2}O_{5}\longrightarrow 2\ VOCl_{3}+3\ SO_{2}} }
{\displaystyle \mathrm {6\ Cl_{2}+2\ V_{2}O_{3}\longrightarrow 4\ VOCl_{3}+O_{2}} }
{\displaystyle {\ce {V2O5 + 2 AlCl3 -> 2 VOCl3 + Al2O3}}}
Ebenfalls möglich ist die Darstellung durch Erhitzen von Vanadium(III)-chlorid im Sauerstoffstrom.

## Eigenschaften

### Physikalische Eigenschaften
Vanadium(V)-oxidtrichlorid ist diamagnetisch und hat eine tetragonale Struktur mit einem O–V–Cl Bindungswinkel von 111° und einem Cl–V–Cl Bindungswinkel von 108°. Die V–O- und V–Cl-Bindungslängen betragen 1,57 Å und 2,14 Å.

### Chemische Eigenschaften
Vanadium(V)-oxidtrichlorid ist chemisch Phosphoroxychlorid POCl3 ähnlich, im Gegensatz dazu aber ein starkes Oxidationsmittel. Es ist eine Lewis-Säure und hydrolysiert schnell zu Vanadiumpentoxid und Salzsäure.
Vanadium(V)-oxidtrichlorid wird auch zur Synthese von Vanadiumoxiddichlorid und Vanadiumdioxidmonochlorid eingesetzt.
{\displaystyle \mathrm {V_{2}O_{5}+3\ VCl_{3}+VOCl_{3}\longrightarrow 6\ VOCl_{2}} }
{\displaystyle \mathrm {VOCl_{3}+Cl_{2}O\longrightarrow VO_{2}Cl+2\ Cl_{2}} }

## Verwendung

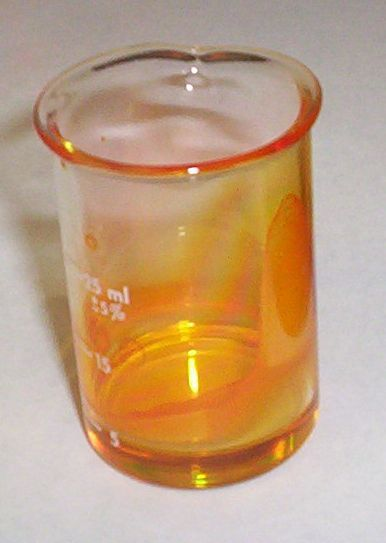
Vanadium(V)-oxidtrichlorid

Vanadium(V)-oxidtrichlorid wird als Katalysator für Olefin-Polymerisationen (z. B. EPDM) und als Oxidationsmittel zur Synthese von Organovanadiumverbindungen und Kupplungsreaktionen von Phenolen verwendet.

## Sicherheitshinweise
Vanadium(V)-oxidtrichlorid ist als krebserzeugend (Kategorie 4) eingestuft. Liegt ein MAK-Wert vor, ist bei dessen Einhaltung kein nennenswerter Beitrag zum Krebsrisiko für den Menschen zu erwarten.